# Barbara Hendricks
Cet article concerne la cantatrice américaine. Pour la femme politique allemande, voir Barbara Hendricks (femme politique). Pour les autres homonymes, voir Hendricks.
Barbara Hendricks est une cantatrice (soprano), née le 20 novembre 1948 à Stephens en Arkansas. Afro-américaine et citoyenne des États-Unis de naissance, elle est de nationalité suédoise et suisse.

## Biographie

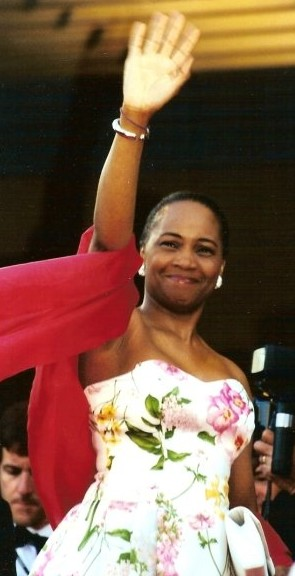
Barbara Hendricks au festival de Cannes 1999.

Dans son autobiographie, Barbara Hendricks raconte :

« Je suis née dans le sud des États-Unis : la ségrégation ne nous permettait pas d'aller dans les mêmes écoles, les mêmes bus, les mêmes restaurants que les Blancs.
Mon père était pasteur, ma mère institutrice. Nous n'avions pas beaucoup d'argent. Mes premiers chants furent les negro spirituals, la musique des esclaves.
Un jour, un bienfaiteur m'a entendue à la messe. Grâce à lui, j'ai rencontré Miss Tourel, mon professeur de chant. Mon destin a basculé. »

Vivant en Europe depuis 1977, elle se marie en premières noces à Martin Engström, son agent, avec qui elle a deux enfants et qui est le fondateur du Verbier Festival. Divorcée de Martin Engström en 1998, Barbara Hendricks s'est remariée avec Ulf Englund en 2003, un concepteur lumière lui aussi suédois.
Elle a chanté dans les plus grands opéras du monde, comme à la Scala de Milan. Elle est surtout connue au sommet de sa carrière dans les années 1975-1985, comme une grande mozartienne.
Lors de la première historique de Turandot à la Cité interdite de Pékin en 1998, Barbara Hendricks a interprété le rôle de Liù, l'œuvre étant dirigée par Zubin Mehta dans une mise en scène de Zhang Yimou.
En 1986, elle reçoit le titre de commandeur des Arts et des Lettres par le gouvernement français et inaugure à Paris la statue de la Liberté en chantant les deux hymnes nationaux avec Line Renaud.
En 1993, elle est nommée chevalier de la Légion d'honneur par François Mitterrand. Elle se met à chanter du jazz à partir du festival de Montreux de 1994.
En 1996, elle chante à la cérémonie religieuse pour le repos de l'âme de François Mitterrand, à la cathédrale Notre-Dame de Paris. Elle reçoit, le 18 novembre de la même année, le titre de docteur honoris causa de l'université Stendhal-Grenoble 3.
En 1999, elle est membre du jury du Festival de Cannes sous la présidence de David Cronenberg. La même année, elle reçoit le titre honorifique de docteur honoris causa de l'Université Paris-VIII-Vincennes-Saint-Denis.
En janvier 2006, Barbara Hendricks quitte le label EMI et crée Arte Verum pour lequel elle enregistre dès lors en exclusivité. Elle reçoit cette même année la Creu de Sant Jordi, distinction décernée par la Generalitat de Catalogne.
En novembre 2010, Barbara Hendricks a publié son autobiographie, Ma voie : mémoires aux éditions Les Arènes.

## Distinctions
- Commandeure de l'ordre des Arts et des Lettres (1986)
- Chevalière de la Légion d'honneur (1993)
- 2022 : Doctorat Honoris Causa de l'Université Sorbonne-Nouvelle[8]

## Engagements

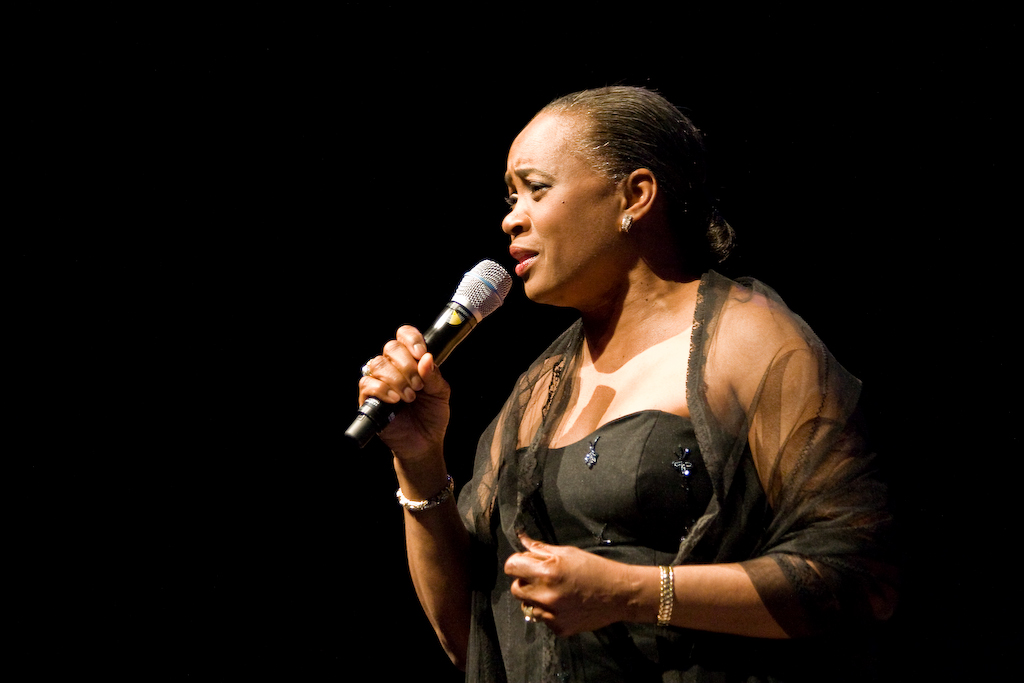
Barbara Hendricks à La Haye en 2008.

Barbara Hendricks est aussi une personnalité très engagée, puisqu'elle a été nommée en 1987 ambassadrice itinérante du Haut Commissariat des Nations unies pour les réfugiés.
Après presque 20 ans d'infatigables services pour la cause des réfugiés en collaboration avec le Haut Commissariat des Nations unies pour les réfugiés, elle a reçu le titre d'Ambassadrice Honoraire à Vie de l'UNHCR ; elle remplit encore des missions spéciales faisant appel à sa longue expérience dans le domaine. En 1991 et en 1993, elle a donné deux concerts de solidarité à Sarajevo et Dubrovnik alors que la guerre faisait rage au sein de l'ancienne République Yougoslave. En 1998, elle fonde la Fondation Barbara Hendricks pour la Paix et la Réconciliation qui soutient son combat pour la prévention des conflits dans le monde, facilite la réconciliation et le renforcement de la paix dans les zones de conflits.
Barbara Hendricks a reçu de nombreux prix et récompenses, aussi bien pour son travail artistique que pour son engagement humanitaire. Elle est ainsi docteur honoris causa des universités de Louvain-la-Neuve (Belgique) et de Grenoble (France), doctor in law de l'université de Dundee (Écosse), Doctor of Music (en) de la Nebraska Wesleyan University (en), et honorary doctor of Music de la Juilliard School of Music de New York. Elle est également membre de l'Académie de musique de Suède. Enfin, elle a reçu le prix Prince des Asturies (Espagne), le titre de commandeur des Arts et des Lettres du gouvernement français et a été décorée chevalier de la Légion d'honneur par François Mitterrand.
En 2015, Barbara Hendricks a reçu le prix Jean-Pierre Bloch de la Ligue internationale contre le racisme et l'antisémitisme (LICRA) des mains du président François Hollande.

## Hommages
- Un collège à Orange (Vaucluse) porte son nom.
- Une salle de spectacle (600 places) du théâtre de Laval à Laval a été inaugurée par elle-même le 11 septembre 2007 et porte son nom.
- Un mail Barbara Hendricks à Saint-Avertin (Indre-et-Loire) a été inauguré par la cantatrice en mai 2011.
- Une salle de spectacle (500 places) à Aire-sur-l'Adour (Landes) porte son nom.
- Un buste en glaise de Barbara Hendricks fut réalisé par le sculpteur français Daniel Druet[12].

## Publications
- Barbara Hendricks, Ma voie : mémoires, Paris, Les Arènes, 2010, 491 p., 491 p. et 1 CD (ISBN 978-2-35204-125-2)
- Maya Angelou, Je sais pourquoi chante l'oiseau en cage, livre audio lu par Barbara Hendricks, trad. Christiane Besse, des femmes-Antoinette Fouque, « La Bibliothèque des voix », Paris, mars 2022, 11h16.  (EAN 3328140024968 et 3328140024975) - Prix du Livre audio 2023 France Culture - Lire dans le noir[13]